# Línea 2 (ALESA)
La línea 2 de ALESA es una línea de autobús urbano de la ciudad de León (España), que recorre la ciudad desde el sur hasta el centro de la ciudad, empezando en el barrio de El Crucero y terminando en la plaza de Santo Domingo, pasando por el barrio de La Chantría. Esta línea dispone de servicio para personas con discapacidad.

## Características
La Línea 2 es una de las líneas menos usadas. Atraviesa las calles Sta.Nonia, Fray Luis de León, Demetrio Monteserín, Señor de Bembibre e Independencia en su totalidad.

### Frecuencias
| Lunes a viernes laborables | Lunes a viernes laborables | Sábados laborables    | Sábados laborables    | Sábados laborables     | Sábados laborables     | Domingos y festivos   | Domingos y festivos   | Domingos y festivos    | Domingos y festivos    |
| Ambos sentidos             | Ambos sentidos             | Dirección Dr. Fleming | Dirección Dr. Fleming | Dirección Sto. Domingo | Dirección Sto. Domingo | Dirección Dr. Fleming | Dirección Dr. Fleming | Dirección Sto. Domingo | Dirección Sto. Domingo |
| -------------------------- | -------------------------- | --------------------- | --------------------- | ---------------------- | ---------------------- | --------------------- | --------------------- | ---------------------- | ---------------------- |
| de 7:00 a 22:30            | cada 30 min.               | de 7:30 a 22:30       | cada 60 min.          | de 7:00 a 22:00        | 60 min.                | de 9:30 a 22:30       | cada 60 min.          | de 9:00 a 22:00        | cada 60 min.           |

### Material Asignado
-Mercedes Benz New Citaro: 4152 y 4164.

## Recorrido
Hacia Dr. Fleming va por Jardín de San Francisco para luego ir por Fray Luis de León y desembocar en la Plaza de Toros. Va a la Av. Portugal por Michaisa, atraviesa el Barrio de La Vega y finalmente atraviesa Dr. Fleming para llegar a la cabecera. A la vuelta hace el mismo recorrido pero atravesando en profundidad La Chantría. Recientemente han añadido dos paradas a la línea para dar servicio al nuevo barrio de Los Juncales.
| Dirección: Dr. Fleming     | Dirección: Dr. Fleming                                | Dirección: Dr. Fleming | Dirección: Dr. Fleming |
| Parada                     | Conexiones ALESA                                      | Conexiones ALSA City   | Otros                  |
| -------------------------- | ----------------------------------------------------- | ---------------------- | ---------------------- |
| Santo Domingo-Hotel        | Línea 4 (ALESA) · Línea 12 (ALESA)                    | ---                    | Parada terminal        |
| Conservatorio              | Línea 3 (ALESA) · Línea 8 (ALESA)                     | ---                    | ---                    |
| Las Fuentes                | ---                                                   | ---                    | ---                    |
| Corte Inglés               | ---                                                   | ---                    | ---                    |
| Fray Luis de León          | ---                                                   | ---                    | ---                    |
| Fdez.Ladreda-Guardia Civil | Línea 3 (ALESA) · Línea 7C (ALESA) · Línea 13 (ALESA) | ---                    | ---                    |
| Michaisa                   | Línea 5 (ALESA)                                       | ---                    | ---                    |
| Portugal-Michaisa          | Línea 5 (ALESA)                                       | ---                    | ---                    |
| Residencia de Armunia      | ---                                                   | ---                    | ---                    |
| La Tercia                  | ---                                                   | ---                    | ---                    |
| 25 de Noviembre            | ---                                                   | ---                    | ---                    |
| Fco.Fdez.Diez-Instituto    | ---                                                   | ---                    | ---                    |
| Fco.Fdez.Diez,7            | ---                                                   | ---                    | ---                    |
| Palacio de Congresos       | ---                                                   | ---                    | ---                    |
| Doctor Fleming-Palencia    | ---                                                   | ---                    | ---                    |
| Doctor Fleming             | ---                                                   | ---                    | Parada terminal        |

| Dirección: Santo Domingo       | Dirección: Santo Domingo                                                                                    | Dirección: Santo Domingo | Dirección: Santo Domingo |
| Parada                         | Conexiones ALESA                                                                                            | Conexiones ALSA City     | Otros                    |
| ------------------------------ | --- | ------------------------ | ------------------------ |
| Doctor Fleming                 | --- | ---                      | Parada terminal          |
| Doctor Fleming,40              | Línea 4 (ALESA) · Línea 9C (ALESA) · Línea 10 (ALESA)                                                       | ---                      | ---                      |
| Palacio de Congresos           | --- | ---                      | ---                      |
| Doctor Fleming-Antibióticos    | --- | ---                      | ---                      |
| Fco.Fdez.Diez-Instituto        | --- | ---                      | ---                      |
| La Tercia                      | --- | ---                      | ---                      |
| 25 de Noviembre                | --- | ---                      | ---                      |
| Residencia de Armunia          | --- | ---                      | ---                      |
| Fraga Iribarne                 | --- | ---                      | ---                      |
| Michaisa                       | Línea 1 (ALESA) · Línea 5 (ALESA) · Línea 8 (ALESA)                                                         | ---                      | ---                      |
| Maestro Nicolás-Plaza de Toros | --- | ---                      | ---                      |
| Maestro Nicolás,44             | --- | ---                      | ---                      |
| Señor de Bembibre              | --- | ---                      | ---                      |
| Corte Inglés                   | Línea 11 (ALESA)                                                                                            | ---                      | ---                      |
| Independencia-S.Francisco      | Línea 3 (ALESA) · Línea 5 (ALESA) · Línea 6 (ALESA) · Línea 8 (ALESA) · Línea 11 (ALESA) · Línea 13 (ALESA) | ---                      | ---                      |
| Santo Domingo-Hotel            | Línea 4 (ALESA) · Línea 12 (ALESA)                                                                          | ---                      | Parada terminal          |